# Caborca
Caborca, offiziell Heroica Caborca, ist eine Stadt im mexikanischen Bundesstaat Sonora. Sie hat 59.922 Einwohner und liegt im Municipio Caborca, dessen Verwaltungssitz sie ist. Die Stadt wurde 1688 von Francisco Eusebio Kino gegründet. Die Stadt wird von der Carretera Federal 2 tangiert. Im Juni 2020 wurde die Stadt von einer bewaffneten Gruppe, die dem Sinaloa-Drogenkartell angehörte, überfallen. Die Angreifer drangen mit 20 Kleintransportern in die Stadt ein und setzten Gebäude, Fahrzeuge sowie eine Tankstelle in Brand. Dies führte zu mindestens zehn Todesopfern.

## Bildung
In der Stadt gibt es eine Außenstelle der Universidad de Sonora.

## Söhne und Töchter der Stadt
- Eiza González (* 1990), Schauspielerin und Sängerin